# Bernardo Houssay
Bernardo Alberto Houssay (ur. 10 kwietnia 1887 w Buenos Aires, zm. 21 września 1971 w Buenos Aires) – argentyński fizjolog, laureat Nagrody Nobla z roku 1947.
Bernardo Alberto Houssay urodził się w Buenos Aires. Jego rodzicami byli emigranci francuscy Albert i Clara Houssay. Pierwotnie uczęszczał do szkoły średniej przy Uniwersytecie Buenos Aires, a w wieku 17 lat dostał się na studia medyczne tego samego uniwersytetu. Na trzecim roku podjął badania nad fizjologią i został asystentem departamentu Fizjologii. Po ukończeniu studiów w roku 1908 został pomocniczym wykładowcą, a następnie po uzyskaniu doktoratu otrzymał posadę Profesora Fizjologii w Szkole Uniwersytetu Medycyny Weterynaryjnej. Równocześnie rozpoczął prywatną praktykę jako lekarz w miejskim szpitalu Buenos Aires. W 1913 został Ordynatorem Szpitala Alveari (Alvear Hospital), a w 1915, Szefem Sekcji Doświadczalnej Patologii w Narodowych Laboratoriach zdrowia społecznego w Buenos Aires.

## Życiorys
W 1919 Bernardo Houssay został profesorem fizjologii na wydziale medycyny Uniwersytetu Buenos Aires. Na tym stanowisku pracował do roku 1943. Przez ten czas poprzez prowadzone badania doświadczalne w dziedzinie fizjologii i medycyny, przekształcił instytut w jeden z najbardziej prestiżowych na świecie. W roku 1943 wojskowa dyktatura pozbawiła go stanowiska. W roku 1944 Bernardo Houssay założył prywatny Instytutu Biologii í Medycyny Doświadczalnej. W roku 1948 został profesorem Uniwersytetu Kalifornijskiego. W roku 1955 po zmianie rządu Houssayowi przywrócono posadę na Uniwersytecie Buenos Aires, gdzie pracował do emerytury.
Bernardo Houssay badał przyczyny powstawania cukrzycy. Odkrył hormon antyinsulinowy. Wynikiem tego było odkrycie u zwierząt pozbawionych trzustki dużej roli przysadki mózgowej w rozwoju tej choroby, co doprowadziło do odkrycia antyinsulinowego hormonu przedniego płata przysadki. Za to odkrycie, w roku 1947 wraz z Gerty Cori i Carlem Cori otrzymał Nagrodę Nobla z dziedziny fizjologii jako pierwszy uczony z Ameryki Południowej.
Drugą specjalizacją Bernardo Houssay były badania nad krzepnięciem krwi po ugryzieniach węży i owadów. Studiował również wydzielanie insuliny przez trzustkę, hormonalne kontrolowanie metabolizmu i regulowanie nacisku tętniczego na płynącą krew. Był profesorem na 15 uniwersytetach.

## Publikacje
- Estudios sobre la acción de los extractos hipofisarios. Ensay sobre la la fisología de lóbulo posterior de la hipófisis. Buenos Aires, 1911.
- L a acción fisiológica de los extractos hipofiasrios, Bueonos Aires, 1918.
- Tiroides e immunidad, estudio critico y experimental, praca napisana wraz z Alfredo Sordelli, Buenos Aires, 1924.
- Acción de las tiroides sobre et metabolismo de los hidratos de carboni y en la diabetes. Buenos Aires, 1945.

## Prace wydane przezUniwersytet Harvardupo roku 1935
- What We have Learned from the Toad Concerning Hypophyseal Functions, wyd. Magazyn Medyczny „New England”, Boston, 1936;
- The Hypophysis and Metabolism wyd. Magazyn Medyczny „New England”, Boston, 1936

## Książki
- Functions of the pituitary gland. Boston, 1936.
- Secreción hypertensora del rinón isquemiada, autorstwo wspólne z Juan Carlos Fasciolo